# 松野朋子
松野 朋子（まつの ともこ、1972年2月3日 - ）は、日本の女性俳優、声優。東京都八王子市出身コムラ企画所属。劇団民話芸術座団員。

## 出演作品

### 舞台
- 「哀愁のクラリネット」（コムラ企画プロデュース/シアターグリーン）
- 「夏の夜の夢〜民話版〜」（コムラ企画プロデュース/東京芸術劇場）
- 「真夏のチンピラ」（コムラ企画プロデュース/シアターグリーン）
- 「初夢」(コムラ企画プロデュース/東京芸術劇場)
- 「旗本・枕夢之介」シリーズ（コムラ企画プロデュース/東京芸術劇場）
- 「そして誰もいなくなった/沖縄編」（コムラ企画プロデュース/東京芸術劇場）
- 「やじきた珍道中〜未来への旅〜」（コムラ企画プロデュース/東京芸術劇場）
- 「Christmas　Carol」（コムラ企画プロデュース/東京芸術劇場）
- 「ANGEL〜廃墟幻想〜」主演（コムラ企画プロデュース/東京芸術劇場）
- 「夏の夜のハムレット」（コムラ企画プロデュース/東京芸術劇場）
- 「見果てぬ夢」（コムラ企画プロデュース/東京芸術劇場）
- 伊坂幸太郎原作「終末のフール」（コムラ企画プロデュース/東京芸術劇場）
- 手塚治虫原作「火の鳥〜羽衣編〜」主演（コムラ企画プロデュース/東京芸術劇場）
- 手塚治虫原作「雨ふり小僧」主演（コムラ企画プロデュース/東京芸術劇場）
- 手塚治虫原作「おけさのひょう六」主演（コムラ企画プロデュース/東京芸術劇場）
- 民話劇「鶴女房」主演「雪女」主演「河童の笛」「寝太郎物語」「雉子も鳴かずば〜犀川人柱伝説〜」「鬼の小槌」

### テレビドラマ
- 新空港物語　第4話（1994年1月27日、テレビ朝日）
- 月曜ドラマ・イン　東京大学物語　第10話（1994年12月19日、テレビ朝日）

### 特撮
- 忍者戦隊カクレンジャー　第26話（1994年8月12日、テレビ朝日）

### 映画
- SADA〜戯作・阿部定の生涯（1998年4月11日、監督：大林宣彦、松竹） - 電気を消す女中 役
- アニメ女子・外伝～藍の翼・カーレッジ～（2019年１月、監督：菅学）-今井千里 役

### テレビアニメ
1999年
- HUNTER×HUNTER（第1作）（アナウンス嬢）

2002年
- 神鵰侠侶 コンドルヒーロー（侍女）※2008年7月4日よりYahoo!動画でも視聴

2004年
- それいけ! ズッコケ三人組（望月典子、シノ、三田村洋美、三枝君子、中村大輔、女性B、店員）

2009年
- KAWASAKI Frontale×天体戦士サンレッド（フロンタ）

　※テレビ番組「ファイト!川崎フロンターレ」の中の川崎フロンターレとのコラボアニメ

### OVA
- 僕は妹に恋をする（女子生徒A）
- 天体戦士サンレッド（フロンタ）※DVD特典映像

### ゲーム
2006年
- ふぃぎゅ@メイト（ヤマハタ）

2020年
- プロジェクト・シルバーウイング（M4A1[3]）
- ステラバラード（魔導士[4]）
- イース6 オンライン〜ナピシュテムの匣〜（リーヴ）

### CDドラマ
- ぼくたちと駐在さんの700日戦争2（病院の売店員）
- CDドラマ「僕は妹に恋をする」

2004年
- 『それいけ!ズッコケ三人組〜ズッコケ海底大陸の秘密〜』（海底人の子供）※サウンドトラックとともに収録したもの

### 吹き替え
外国映画
- 地上最大のショウ
- ミッドナイト・アサシンズ（イルマ／主役）
- ミッション・ワイルド（メアリー／ヒロイン）ヒラリー・スワンク
- 恋するシェフの最強レシピ（専任シェフ）リン・チーリン
- ブリッジ・オブ・ヘル　独ソ・ポーランド東部戦線（エヴァ／ヒロイン）
- タイムトラベラーの系譜　ルビー・レッド（レディーアリスタ）
- トゥー・ラビッツ（ソフィア）
- ハーフネルソン（イザベル）
- ブランカとギター弾き（母親）

#### 海外ドラマ
- マーロン／シーズン１（Ｎｅｔｆｌｉｘ）ゲイブ 役
- マーロン／シーズン２（Ｎｅｔｆｌｉｘ）シャバス博士 役
- 12モンキーズ／シーズン１（スターチャンネル）キャスリン 役

### その他
- 語り CD「日本の民話」全60話
- VP（ビデオパッケージ）「オールウェイズ企業用VP」
- VO（ボイスオーバー）「エレクトリック・マン」（ディスカバリーチャンネル）

#### ナレーション
- モイストラボBB（明色化粧品）